# Let's Go to Bed
"Let's Go to Bed" é um single da banda inglesa de rock The Cure, lançado em novembro de 1982 pela gravadora Fiction Records.
O single foi lançado logo após a atmosfera depressiva e sombria de Pornography. Robert Smith voltou de uma desintoxicação de um mês no Lake District para escrever a música, a antítese da sonoridade que o The Cure vinha apresentando na época. Mais tarde, a canção foi incluída no álbum Japanese Whispers. 
| “                                                              | Eu queria que eles continuassem, então eu disse ao Robert que queria um single engraçado, algo diferente de Cure para quebrar o molde e destruir o mito dos Cure. Foi apelativo para o Robert porque ele queria mesmo acabar com os Cure, então ele aceitou logo e eu só lhe dei a ideia... | ” |
| — Chris Parry, acerca do regresso de Robert Smith às gravações | |   |

## Recepção
O single fez pouco sucesso no Reino Unido, chegando à posição 44, mas foi bem na Australásia em 1983, chegando à posição 15 na Austrália (por duas semanas) e 17 na Nova Zelândia.

## Nota
1. ↑  https://web.archive.org/web/20080205100237/http://www.thecure.com/discography/?page=all
2. ↑  Barbarian, Steve Sutherland
3. ↑  «Let's Go to Bed». Official Charts Company. Consultado em 4 de dezembro de 2022
4. ↑  Kent, David (1993). Australian Chart Book 1970–1992. St Ives, NSW: Australian Chart Book. ISBN 0-646-11917-6
5. ↑  «The Cure – Let's Go to Bed (song)». charts.nz. Consultado em 4 de dezembro de 2022